# Izrek H
Izrek H  (tudi  H-izrek) v termodinamiki, kinetični teoriji in klasični statistični mehaniki opisuje težnjo po zmanjševanju količine {\displaystyle H\!\,} (definirane spodaj) skoraj idealnega plina molekul v ireverzibilnih procesih na podlagi Boltzmannove enačbe. Izrek je podal Ludwig Boltzmann leta 1872 v dolgem članku Nadaljnja raziskovanja... (Weitere Studien...).:256
Ker naj bi ta količina {\displaystyle H\!\,} predstavljala entropijo iz termodinamike, je bil izrek H zgodnji prikaz moči statistične mehanike, saj je trdil, da iz reverzibilne mikroskopske mehanike izpelje drugi zakon termodinamike – izjavo o bistveno ireverzibilnih procesih. Tako se na prvi pogled morda zdi, da izrek opisuje nepovratno povečanje entropije na podlagi mikroskopskih reverzibilnih enačb dinamike. Tedaj je ta rezultat povzročil burno razpravo. Domneva se, da dokazuje drugi zakon termodinamike, čeprav ob predpostavki začetnih pogojev z nizko entropijo.
Izrek H je naravna posledica kinetične enačbe, ki jo je izpeljal Boltzmann, in, ki je postala znana kot Boltzmannova (transportna) enačba. Izrek H je povzročil veliko razprav o njegovih dejanskih posledicah, pri čemer so glavne teme:
- Kaj je entropija? V kakšnem smislu Boltzmannova količina {\displaystyle H\!\,} ustreza termodinamični entropiji?
- Ali so privzetki (zlasti privzetek o molekularnem kaosu) v ozadju Boltzmannove enačbe premočni? Kdaj so ti privzetki kršeni?

## Poimenovanje izreka
Izrek se je najprej imenoval Boltzmannov izrek o minimumu.:256:4 Boltzmann je v svojem izvirnem članku iz leta 1872 za svojo statistično funkcijo zapisal simbol {\displaystyle E\!\,} (kot pri entropiji). Kasneje je Samuel Hawksley Burbury, eden od kritikov izreka, leta 1890 zapisal funkcijo s simbolom {\displaystyle H\!\,} in ta zapis je pri sklicevanju na svoj »izrek H« prevzel Boltzmann. Zapis je povzročil nekaj zmede glede imena izreka. Čeprav se izjava običajno imenuje »izrek ha«, se včasih namesto tega imenuje »izrek eta«, saj velike grške črke η (Η) ni mogoče razlikovati od velike različice latinske črke h (H). Sprožile so se razprave o tem, kako naj bi se simbol razumel, vendar to ostaja nejasno zaradi pomanjkanja pisnih virov iz časa nastanka izreka. Študije o tipografiji in delo Josiaha Gibbsa so izgleda naklonjeni interpretaciji H kot η.

## Definicija in pomen količineH
Vrednost količine {\displaystyle H\!\,} se določi iz funkcije {\displaystyle f(W_{k},t)\,\mathrm {d} W_{k}\!\,}, ki je brezrazsežna porazdelitvena funkcija kinetične energije molekul v času {\displaystyle t\!\,}. Vrednost funkcije {\displaystyle f(W_{k},t)\,\mathrm {d} W_{k}\!\,} je število molekul, ki imajo kinetično energijo med {\displaystyle W_{k}\!\,} in {\displaystyle W_{k}+\mathrm {d} W_{k}\!\,}. Če se za dani trk med dvema molekulama zapišeta kinetični energiji med {\displaystyle W_{k}+\mathrm {d} W_{k}\!\,} in {\displaystyle W'_{k}+\mathrm {d} W'_{k}\!\,} pred trkom ter kinetični energiji med {\displaystyle \xi +\mathrm {d} \xi \!\,} in {\displaystyle \xi '+\mathrm {d} \xi '\!\,} po trku, se lahko število trkov v času {\displaystyle \tau \!\,} zapiše kot:
{\displaystyle \mathrm {d} n=\tau f(W_{k},t)\mathrm {d} W_{k}\,f(W'_{k},t)\mathrm {d} W'_{k}\,\mathrm {d} \xi \,\psi (W_{k},W'_{k},\xi )\!\,,}
kjer je funkcija {\displaystyle \psi (W_{k},W'_{k},\xi )\!\,} določena s posebnimi vrstami trkov, ustreznih za tak sistem. Spremenljivka {\displaystyle \xi '\!\,}, kinetična energija druge molekule po trku, iz enačbe izpade, saj je sistem omejen z ohranjanjem energije, {\displaystyle W_{k}+W'_{k}=\xi +\xi '\!\,} in zato {\displaystyle \xi '=W_{k}+W'_{k}-\xi '\!\,}.:4 Odvod po času te porazdelitve je Boltzmann izrazil z integralom::294
{\displaystyle {\frac {\partial f(W_{k},t)}{\partial t}}=\int _{0}^{\infty }\int _{0}^{W_{k}+W'_{k}}\left[{\frac {f(\xi ,t)}{\sqrt {\xi }}}{\frac {f(W_{k}+W'_{k}-\xi ,t)}{\sqrt {W_{k}+W'_{k}-\xi }}}-{\frac {f(W_{k},t)}{\sqrt {W_{k}}}}{\frac {f(W'_{k},t)}{\sqrt {W'_{k}}}}\right]{\sqrt {W_{k}W'_{k}}}\psi (W_{k},W'_{k},\xi )\,\mathrm {d} W'_{k}\,\mathrm {d} \xi \!\,.}
Funkcija {\displaystyle \psi (W_{k},W'_{k},\xi )\!\,} je odvisna od sile med molekulama in Boltzmann jo je imel za simetrično: {\displaystyle \psi (W_{k},W'_{k},\xi )=\psi (W'_{k},W_{k},W_{k}+W'_{k}-\xi )\!\,}, kar pomeni, da je trk popolnoma reverzibilen.:256 Izraz za {\displaystyle \partial f/\partial t\!\,} je odvisen le od trkov, in transportna enačba se lahko izrazi kot bilančna enačba, v kateri se izgube odštejejo od prirastkov med trki.:3 Količino {\displaystyle H\!\,} sámo je Boltzmann definiral kot integral::295:88
{\displaystyle H(t)=\int _{0}^{\infty }f(W_{k},t)\left(\ln {\frac {f(W_{k},t)}{\sqrt {W_{k}}}}-1\right)\,\mathrm {d} W_{k}\!\,.}
Je neposredno sorazmerna z negativno entropijo plina.:14 Za izolirani idealni plin (s fiksno skupno energijo in fiksnim skupnim številom delcev) je funkcija {\displaystyle H\!\,} najmanjša, če imajo delci Maxwell-Boltzmannovo porazdelitev. Če pa so molekule idealnega plina porazdeljene na drug način (na primer, da imajo vse enako kinetično energijo), potem bo vrednost {\displaystyle H\!\,} višja. Boltzmannov izrek H, opisan v naslednjem razdelku, kaže, da so takšne porazdelitve nestabilne, ko so med molekulami trki dovoljeni, in se nagibajo k ireverzibilni težnji proti minimalni vrednosti {\displaystyle H\!\,} (proti Maxwell-Boltzmannovi porazdelitvi).

## Izrek
Boltzmann je razmišljal o tem, kaj se zgodi med trkom dveh delcev. Osnovno dejstvo mehanike je, da se pri prožnem trku med dvema delcema (kot so trde krogle) energija, ki se prenaša med delcema, spreminja glede na začetne pogoje (kot trka itd.).
Podal je ključni privzetek, kakor pred njim James Clerk Maxwell leta 1867, sedaj znan kot Stoßzahlansatz (SZA – privzetek o številu trkov (privzetek o naključnosti), v sodobni različici – privzetek o molekularnem kaosu), da imata med katerim koli trkom v plinu dva delca, ki sodelujeta pri trku:
1. neodvisno izbrani kinetični energiji iz porazdelitve,
2. neodvisni smeri hitrosti in
3. samostojni izhodišči.

Pod temi tremi privzetki in glede na mehaniko prenosa energije bosta energiji delcev po trku sledili določeni novi naključni porazdelitvi, ki jo je mogoče izračunati. Skupna porazdelitev hitrosti za par delcev se lahko zapiše kot produkt dveh neodvisnih porazdelitev.:4
Ob upoštevanju ponavljajočih se nekoreliranih trkov med katero koli in vsemi molekulami v plinu je Boltzmann sestavil svojo kinetično enačbo (Boltzmannovo enačbo). Iz te kinetične enačbe naravno sledi, da neprekinjen proces trka povzroči, da se količina {\displaystyle H\!\,} zmanjšuje, dokler ne doseže minimuma:
{\displaystyle {\frac {\mathrm {d} H(t)}{\mathrm {d} t}}\leq 0\!\,.}
Količina {\displaystyle H\!\,} je od spodaj omejena in ne more zavzeti vrednosti minus neskončno. Zato se njena vrednost ne more zmanjševati neskončno dolgo, ampak mora težiti k limiti, kjer velja ta neenakost ({\displaystyle \mathrm {d} H(t)/\mathrm {d} t\leq 0\!\,}). Boltzmann je privzel, da SZA velja ves čas, in tako zagotovil, da se količina {\displaystyle H\!\,} ves čas obnaša homogeno.:4

## Vpliv izreka
Čeprav se je izkazalo, da Boltzmannov izrek H ni absolutni dokaz drugega zakona termodinamike, kot je prvotno trdil (glej razdelek Kritike in izjeme spodaj), je izrek H vodil Boltzmanna v zadnjih letih 19. stoletja do vse več verjetnostnih argumentov o naravi termodinamike. Verjetnostni pogled na termodinamiko je dosegel vrhunec leta 1902 z Gibbsovo statistično mehaniko za popolnoma splošne sisteme (ne samo pline) in uvedbo posplošenih statističnih ansamblov.
Kinetična enačba in zlasti Boltzmannov privzetek o molekularnem kaosu sta navdihnili celo družino Boltzmannovih enačb, ki se še danes uporabljajo za modeliranje gibanja delcev, kot so elektroni v polprevodniku. V mnogih primerih je privzetek o molekularnem kaosu zelo točen, zmožnost zavračanja zapletenih korelacij med delci pa naredi izračune veliko enostavnejše.
Proces termalizacije se lahko opiše z izrekom H ali relaksacijskim izrekom, ki je njegova posplošitev.

## Kritike in izjeme
Spodaj je opisanih več pomembnih razlogov, zakaj izrek H, vsaj v svoji izvirni obliki iz leta 1872, ni povsem strog. Kot bi Boltzmann sčasoma priznal, časovna puščica v izreku H pravzaprav ni čisto mehanska, ampak je v resnici posledica predpostavk o začetnih pogojih.

### Loschmidtov paradoks
Kmalu po tem, ko je Boltzmann objavil svoj izrek H, je Josef Loschmidt leta 1876 ugovarjal, da iz časovno simetrične dinamike in časovno simetričnega formalizma ne bi smelo biti mogoče izpeljati ireverzibilnega procesa. Če se {\displaystyle H\!\,} sčasoma v enem stanju zmanjša, potem mora obstajati ujemajoče se obrnjeno stanje, kjer {\displaystyle H\!\,} s časom narašča (Loschmidtov paradoks). Razlaga je, da Boltzmannova enačba temelji na privzetku »molekularnega kaosa«, tj. da iz osnovnega kinetičnega modela izhaja ali je vsaj skladna z njim, da se delci štejejo za neodvisne in nekorelirane. Izkazalo se je, da ta privzetek v subtilnem smislu prekine simetrijo časovnega obrata in zato zahteva vprašanje. Ko je delcem dovoljeno trčiti, njihove smeri hitrosti in lege dejansko postanejo korelirane (vendar so te korelacije kodirane na izjemno zapleten način). To kaže, da (trajni) privzetek o neodvisnosti ni skladen z osnovnim modelom delcev.
Boltzmannov odgovor Loschmidtu je bil, da je priznal možnost teh stanj, vendar je opozoril, da so tovrstna stanja tako redka in nenavadna, da so v praksi nemogoča. Boltzmann je nadaljeval z izostritvijo tega pojma »redkosti« stanj, kar je privedlo do njegove slavne enačbe, njegove formule za entropijo iz leta 1877 (glej Boltzmannova formula za entropijo).

### Spinski odmev
Kot prikaz Loschmidtovega paradoksa je slavni sodobni protiprimer (ne Boltzmannovemu izvirnemu izreku H, povezanemu s plinom, temveč tesno povezanemu analogu) pojav spinskega odmeva. Pri pojavu spinskega odmeva je fizično mogoče inducirati časovni obrat v medsebojno delujočem sistemu spinov.
Analog Boltzmannovi količini {\displaystyle H\!\,} za spinski sistem je mogoče definirati v smislu porazdelitve spinskih stanj v sistemu. V poskusu je spinski sistem sprva moten v neravnovesno stanje (velika vrenost {\displaystyle H\!\,}) in, kot napoveduje izrek H, se količina {\displaystyle H\!\,} kmalu zmanjša na ravnovesno vrednost. Na neki točki se uporabi skrbno sestavljen elektromagnetni impulz, ki obrne gibanja vseh spinov. Spini nato razveljavijo časovni razvoj pred impulzom in čez nekaj časa se {\displaystyle H\!\,} dejansko poveča proč od ravnovesja (ko se razvoj popolnoma ustavi, se {\displaystyle H\!\,} ponovno zmanjša na najmanjšo vrednost). V nekem smislu se časovno obrnjena stanja, ki jih je opazil Loschmidt, niso izkazala za povsem nepraktična.

### Poincaréjev izrek o vrnitvi in Zermelov paradoks
Henri Poincaré je leta 1890 med preučevanjem problema treh teles v nebesni mehaniki pokazal zelo splošen izrek – izrek o vrnitvi. Ta izrek pravi, da se bo za skoraj vse začetne pogoje konzervativni dinamični sistem, katerega fazni prostor ima končno prostornino, sčasoma vrnil čim bližje svojemu začetnemu pogoju, kot se želi, in to večkrat.
Leta 1896 je Ernst Zermelo opazil nadaljnji problem z izrekom H, ki je bil v tem, da če sistemska {\displaystyle H(t)\!\,} v poljubnem času ni najmanjša, potem se mora zaradi Poincaréjeve vrnitve neminimalna {\displaystyle H(t)\!\,} ponoviti (čeprav po zelo dolgem času). Poudaril je, da se zdi, da je Poincaréjeva vrnitev v nasprotju z dejstvom, da se lahko dinamična količina monotono spreminja, kot se spreminja na primer {\displaystyle H(t)\!\,}. Boltzmann je priznal, da bi do teh vrnitvenih dvigov vrednosti {\displaystyle H(t)\!\,} tehnično prišlo, vendar je poudaril, da v daljšem časovnem obdobju sistem preživi le majhen del svojega časa v enem od teh vrnitvenih stanj. Njegov odgovor je bil sestavljen iz ocene povprečnega časa takšne vrnitve – za makroskopski plin, ki vsebuje {\displaystyle N\gg 1\!\,} molekul, ga je ocenil z velikostjo reda {\displaystyle N\sim {\mathcal {N}}_{A}=6,02\cdot 10^{+23}\!\,} – v običajnem merilu pa te vrnitve niso vidne.
Drugi zakon termodinamike pravi, da se entropija toplotno izoliranega sistema vedno poveča do največje ravnovesne vrednosti. To strogo drži le v termodinamični meji neskončnega števila delcev. Pri končnem številu delcev bodo vedno prisotne fluktuacije entropije. Na primer, v fiksni prostornini izoliranega sistema je največja entropija dosežena, ko je polovica delcev v eni polovici prostornine, polovica v drugi, včasih pa bo na eni strani začasno nekaj več delcev kot na drugi, kar bo predstavljalo zelo majhno zmanjšanje entropije. Te fluktuacije entropije so take, da dlje ko se čaka, se bodo verjetno v tem času opazile večje fluktuacije entropije, čas, ki ga je treba čakati na dano fluktuacijo entropije, pa je vedno končen, tudi za fluktuacijo na najmanjšo možno vrednost. Lahko obstaja na primer izjemno nizko entropijsko stanje, če so vsi delci v eni polovici posode. Plin bo hitro dosegel svojo ravnovesno vrednost entropije, a če bo dovolj časa, se bo isto stanje ponovilo. Za praktične sisteme, npr. plina v 1-litrski posodi pri sobni temperaturi in zračnem tlaku, je ta čas res ogromen, več mnogokratnikov starosti Vesolja in, praktično gledano, se to možnost lahko zanemari.

### FluktuacijeHv majhnih sistemih
Ker je {\displaystyle H\!\,} mehansko definirana spremenljivka, ki se ne ohranja, bo kot katera koli druga taka spremenljivka (tlak itd.) kazala toplotne fluktuacije. To pomeni, da {\displaystyle H\!\,} redno kaže spontano povečanje od najmanjše vrednosti. Tehnično to ni izjema od izreka H, saj je bil izrek H namenjen samo uporabi za plin z zelo velikim številom delcev. Te fluktuacije se zaznajo le, če je sistem majhen in časovni interval, v katerem se ga opazuje, ni izjemno velik.
Če se {\displaystyle H\!\,} interpretira kot entropijo, kot je nameraval Boltzmann, potem se lahko to razume kot manifestacijo fluktuacijskega izreka.

## Povezava s teorijo informacij
{\displaystyle H\!\,} je predhodnica Shannonove informacijske entropije. Shannon je svojo mero informacijske entropije označil s {\displaystyle H\!\,} po izreku H. Članek o Shannonovi informacijski entropiji vsebuje razlago diskretne protipostavke količine {\displaystyle H\!\,}, znane kot informacijska entropija ali informacijska negotovost (z znakom minus). Z razširitvijo diskretne informacijske entropije na zvezno informacijsko entropijo, imenovano tudi diferencialna entropija, se dobi izraz v enačbi iz zgornjega razdelka Definicija in pomen količine H in tako se bolje razume pomen {\displaystyle H\!\,}.
Povezava izreka H med informacijo in entropijo igra osrednjo vlogo v nedavni polemiki, imenovani informacijski paradoks črnih lukenj.

## Tolmanov izrekH
Knjiga Richarda Tolmana The Principles of Statistical Mechanics iz leta 1938 posveča celo poglavje študiji Boltzmannovega izreka H in njegovi razširitvi v Gibbsovi posplošeni klasični statistični mehaniki. Nadaljnje poglavje je posvečeno kvantnomehanski različici izreka H.

### Klasičnomehansko
Naj so {\displaystyle q_{i}\!\,} in {\displaystyle p_{i}\!\,} posplošene koordinate za množico {\displaystyle r\!\,} delcev. Nato se obravnava funkcijo {\displaystyle f\!\,}, ki vrne gostoto verjetnosti delcev v stanjih v faznem prostoru. Upoštevati je treba kako je to mogoče pomnožiti z majhnim območjem v faznem prostoru, označenim z {\displaystyle \delta q_{1}...\delta p_{r}\!\,}, da se dobi (povprečno) pričakovano število delcev v tem območju:
{\displaystyle \delta n=f(q_{1}...p_{r},t)\,\delta q_{1}\delta p_{1}...\delta q_{r}\delta p_{r}\!\,.}
Tolman ponuja naslednje enačbe za definicijo količine {\displaystyle H\!\,} v Boltzmannovem izvirnem izreku H:
{\displaystyle H=\sum _{i}f_{i}\ln f_{i}\,\delta q_{1}\cdots \delta p_{r}\!\,.}
Tukaj se sešteje področja, na katera je razdeljen fazni prostor, indeksirana z {\displaystyle i\!\,}. In v meji za infinitezimalno prostornino faznega prostora {\displaystyle \delta q_{i}\rightarrow 0,\delta p_{i}\rightarrow 0\;\forall \,i\!\,} se lahko vsoto zapiše kot integral:
{\displaystyle H=\int \cdots \int f\ln f\,\mathrm {d} q_{1}\cdots \mathrm {d} p_{r}\!\,.}
{\displaystyle H\!\,} se lahko zapiše tudi v smislu števila molekul, prisotnih v vsaki od celic:
{\displaystyle {\begin{aligned}H&=\sum (n_{i}\ln n_{i}-n_{i}\ln \delta v_{\gamma })\\&=\sum n_{i}\ln n_{i}+{\text{konst.}}\end{aligned}}}
Dodatni način za izračun količine {\displaystyle H\!\,} je:
{\displaystyle H=-\ln P+{\text{konst.}}\!\,,}
kjer je {\displaystyle P\!\,} verjetnost, da se najde naključno izbran sistem iz navedenega mikrokanoničnega ansambla. Končno se lahko zapiše kot:
{\displaystyle H=-\ln G+{\text{konst.}}\!\,,}
kjer je {\displaystyle G\!\,} število klasičnih stanj.
Količina {\displaystyle H\!\,} se lahko definira tudi kot integral čez hitrostni prostor:
{\displaystyle \displaystyle H\ {\stackrel {\mathrm {def} }{=}}\ \int {P({\ln P})\,\mathrm {d} ^{3}v}=\left\langle \ln P\right\rangle \!\,,}
kjer je {\displaystyle P(v)\!\,} verjetnostna porazdelitev.
Z Boltzmannovo enačbo se lahko pokaže, da se vrednost {\displaystyle H\!\,} lahko samo zmanjšuje.
Za sistem {\displaystyle N\!\,} statistično neodvisnih delcev je {\displaystyle H\!\,} povezana s termodinamično entropijo {\displaystyle S\!\,} prek zveze:
{\displaystyle S\ {\stackrel {\mathrm {def} }{=}}\ -VkH+{\text{konst.}}\!\,.}
Tako lahko po izreku H entropija {\displaystyle S\!\,} samo narašča.

### Kvantnomehansko
V kvantni statistični mehaniki, (ki je kvantna različica klasične statistične mehanike), je funkcija {\displaystyle H\!\,} funkcija oblike:
{\displaystyle H=\sum _{i}p_{i}\ln p_{i}\!\,,}
kjer vsota poteka čez vsa možna različna stanja sistema, {\displaystyle p_{i}\!\,} pa je verjetnost, da se sistem najde v i-tem stanju.
To je tesno povezano z Gibbsovo formulo za entropijo:
{\displaystyle S=-k\sum _{i}p_{i}\ln p_{i}\!\,.}
V nadaljevanju se bo namesto količine {\displaystyle H\!\,} rabila količina {\displaystyle S\!\,}. (glede na primer  Waldram (1985), str. 39).
Odvod po času najprej da:
{\displaystyle {\begin{aligned}{\frac {\mathrm {d} S}{\mathrm {d} t}}&=-k\sum _{i}\left({\frac {\mathrm {d} p_{i}}{\mathrm {d} t}}\ln p_{i}+{\frac {\mathrm {d} p_{i}}{\mathrm {d} t}}\right)\\&=-k\sum _{i}{\frac {\mathrm {d} p_{i}}{\mathrm {d} t}}\ln p_{i}\\\end{aligned}}}
(če se uporabi dejstvo, da je {\displaystyle \sum \mathrm {d} p/\mathrm {d} t=0\!\,}, ker je {\displaystyle \sum p_{i}=1\!\,}, je tako drugi člen enak 0. Kasneje se bo videlo, da bo koristno to razdeliti na dve vsoti.)
Fermijevo zlato pravilo sedaj da glavno enačbo za povprečno hitrost kvantnih skokov iz stanja {\displaystyle \alpha \!\,} v {\displaystyle \beta \!\,}; in iz stanja {\displaystyle \beta \!\,} v {\displaystyle \alpha \!\,}. (Seveda Fermijevo zlato pravilo sámo daje določene približke in uvedba tega pravila je tisto, kar uvaja ireverzibilnost. To je v bistvu kvantna različica Boltzmannovega SZA.) Za izolirani sistem bodo skoki prispevali:
{\displaystyle {\begin{aligned}{\frac {\mathrm {d} p_{\alpha }}{\mathrm {d} t}}&=\sum _{\beta }\nu _{\alpha \beta }(p_{\beta }-p_{\alpha })\\{\frac {\mathrm {d} p_{\beta }}{\mathrm {d} t}}&=\sum _{\alpha }\nu _{\alpha \beta }(p_{\alpha }-p_{\beta }),\\\end{aligned}}}
kjer reverzibilnost dinamike zagotavlja, da se v obeh izrazih pojavi ista prehodna konstanta {\displaystyle \nu _{\alpha \beta }\!\,}.
Tako je:
{\displaystyle {\frac {\mathrm {d} S}{\mathrm {d} t}}={\frac {1}{2}}k\sum _{alpha,\beta }\nu _{\alpha \beta }(\ln p_{\beta }-\ln p_{\alpha })(p_{\beta }-p_{\alpha })\!\,.}
Dva člena razlik v vsoti imata vedno enak predznak. Na primer:
{\displaystyle {\begin{aligned}w_{\beta }<w_{\alpha },\end{aligned}}}
in potem:
{\displaystyle {\begin{aligned}\ln w_{\beta }<\ln w_{\alpha },\end{aligned}}}
tako se bosta na splošno dva negativna predznaka izničila.
Zato:
{\displaystyle \Delta S\geq 0\!\,}
za izolirani sistem.
Včasih se rabi enaka matematika za prikaz, da je relativna entropija funkcija Ljapunova markovskega procesa v podrobnem ravnovesju in drugih kemijskih kontekstih.

## Gibbsov izrekH
Gibbs je opisal drug način, v katerem bi se entropija mikroskopskega sistema s časom povečevala. Kasnejši pisci so to poimenovali »Gibbsov izrek H«, saj je njegov zaključek podoben Boltzmannovemu. Gibbs sam tega nikoli ni imenoval izrek H in pravzaprev se njegova definicija – in mehanizma povečevanja – zelo razlikujeta od Boltzmannove. Ta razdelek je vključen zaradi zgodovinske celostnosti.
Nastavitev Gibbsovega izreka o nastajanju entropije je v ansambelski statistični mehaniki, količina entropije pa je Gibbsova entropija (informacijska entropija), definirana v smislu verjetnostne porazdelitve za celotno stanje sistema. To je v nasprotju z Boltzmannovo količino {\displaystyle H\!\,}, definirano v smislu porazdelitve stanj posameznih molekul v določenem stanju sistema.
Gibbs je obravnaval gibanje ansambla, ki je na začetku omejen na majhno območje faznega prostora, kar pomeni, da je stanje sistema znano s precejšnjo točnostjo, čeprav ne povsem eksaktno (nizka Gibbsova entropija). Razvoj tega ansambla s časom poteka po Liouvillovi enačbi. Za skoraj vse vrste realističnih sistemov Liouvillova evolucija teži k »mešanju« ansambla v faznem prostoru, kar je analogen proces kot mešanje barvila v nestisljivi tekočini. Čez nekaj časa se zdi, da je ansambel razpršen po faznem prostoru, čeprav je v resnici vzorec s finimi črtami, pri čemer se skupna prostornina ansambla (in njegova Gibbsova entropija) ohranja. Zagotovljeno je, da Liouvillova enačba ohranja Gibbsovo entropijo, saj na sistem ne deluje noben naključni proces – načeloma je mogoče prvotni ansambel kadar koli obnoviti z obračanjem gibanja.
Kritična točka izreka je torej: če je fina struktura v vznemirjenem ansamblu iz kakršnega koli razloga zelo rahlo zamegljena, se Gibbsova entropija poveča in ansambel postane ravnovesni ansambel. Obstaja več predlaganih mehanizmov, zakaj naj bi do zamegljenosti v resnici prišlo. Eden od predlaganih mehanizmov je na primer, da je fazni prostor iz nekega razloga grobozrnat (analogno pikselizaciji pri simulaciji faznega prostora, prikazani na sliki). Za katero koli zahtevano končno stopnjo finosti postane ansambel po končnem času »čutno enoten«. Ali pa, če sistem doživi majhno nenadzorovano interakcijo s svojim okoljem, se bo ostra koherentnost ansambla izgubila. Edwin Thompson Jaynes je trdil, da je zameglitev subjektivne narave in preprosto ustreza izgubi znanja o stanju sistema.:391 V vsakem primeru, ne glede na to, ali se zgodi, je povečanje Gibbsove entropije nepovratno, če zamegljenosti ni mogoče obrniti.
Eksaktno razvijajoča se entropija, ki se ne poveča, je znana kot drobnozrnata entropija. Zamegljena entropija je znana kot grobozrnata entropija. Leonard Susskind je analogiziral to razlikovanje s pojmom prostornine vlaknaste krogle bombaža: po eni strani je prostornina samih vlaken konstantna, po drugi strani pa obstaja večja grobozrnata prostornina, ki ustreza obrisu krogle.
Gibbsov mehanizem povečevanja entropije rešuje nekatere tehnične težave, ki se jih najde v Boltzmannovem izreku H: Gibbsova entropija ne fluktuira niti ne kaže Poincaréjeve vrnite, zato je povečanje Gibbsove entropije, ko se pojavi, nepovratno, kot se od termodinamike pričakuje. Gibbsov mehanizem se enako dobro uporablja tudi za sisteme z zelo malo prostostnimi stopnjami, kot je na primer sistem z enim delcem, prikazan na sliki. V kolikor se sprejme, da ansambel postane zamegljen, je Gibbsov pristop jasnejši dokaz drugega zakona termodinamike.:391
Na žalost, kot so poudarili John von Neumann in drugi na začetku razvoja kvantne statistične mehanike, se ta vrsta argumentov ne prenese na kvantno mehaniko. V kvantni mehaniki ansambel ne more podpirati vedno finejšega procesa mešanja zaradi končne razsežnosti ustreznega dela Hilbertovega prostora. Namesto da bi se vse bolj približevala ravnovesnemu ansamblu (časovno povprečen ansambel), kot v klasičnem primeru, bo matrika gostote kvantnega sistema nenehno kazala razvoj in celo kazala vrnitve. Razvijanje kvantne različice izreka H brez prizivanja na SZA je torej bistveno bolj zapleteno.